# 樋口義広

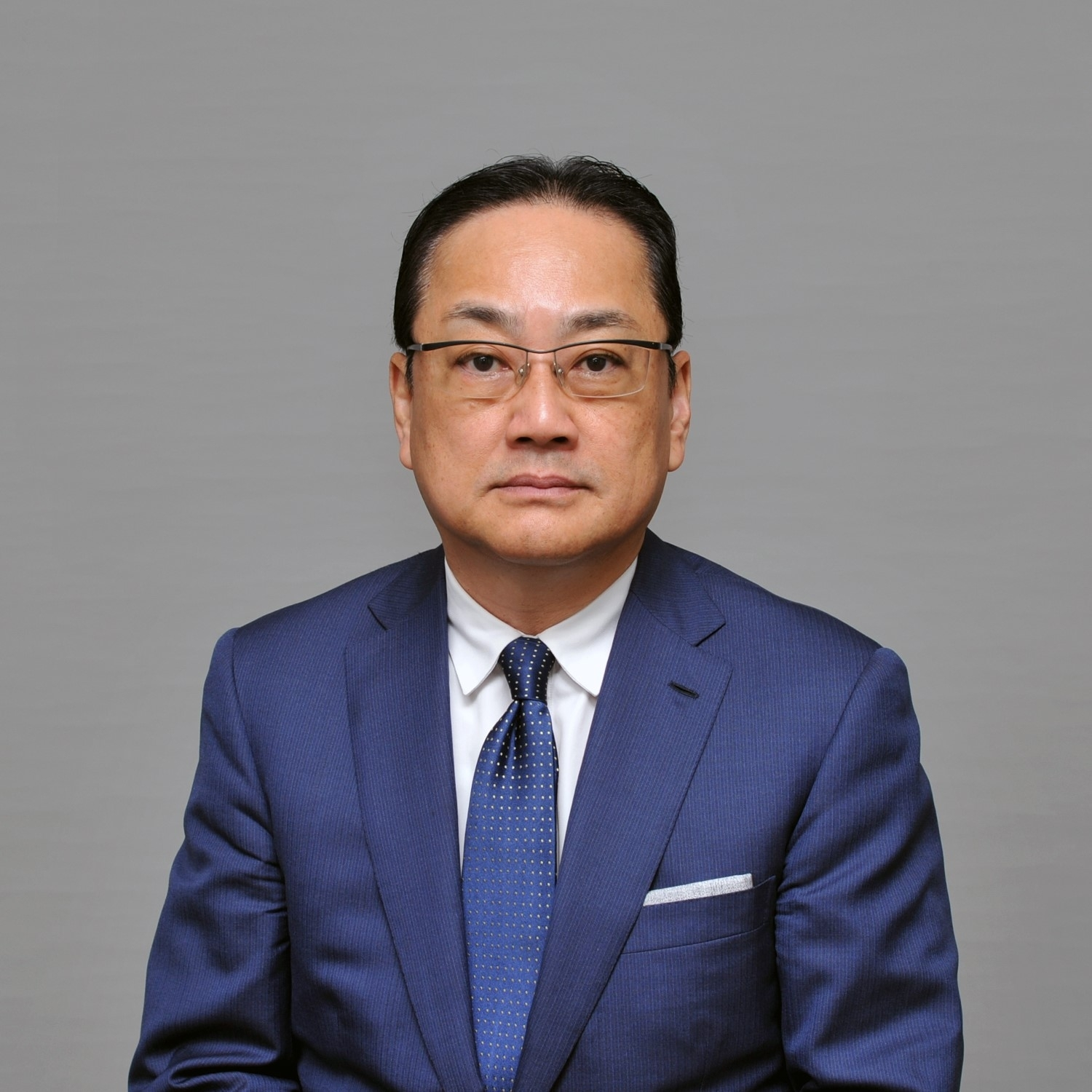
外務省より公表された公式肖像画像

樋口 義広（ひぐち よしひろ、1960年 - ）は、日本の外交官。駐マダガスカル兼コモロ特命全権大使。

## 経歴・人物
新潟県燕市（旧西蒲原郡吉田町）出身。新潟県立三条高等学校を経て、1987年東京大学文学部社会学科卒業、外務省入省（入省同期に皇后雅子など）。1989年フランス国立行政学院国際コース修了（年次：ジャン・モネ）。1990年経済協力開発機構日本政府代表部二等書記官。2003年在エジプト日本国大使館参事官（総務・政務）。2003年国際連合教育科学文化機関事務局文化局無形遺産課出向。2006年外務省経済局政策課調査室長兼経済連携協定交渉官。2009年外務省中東アフリカ局アフリカ第一課長。2010年経済産業省貿易経済協力局貿易管理部貿易審査課長。2012年在カンボジア日本国大使館公使（次席）。2015年から在フランス日本国大使館公使（次席）兼広報文化部長としてジャポニスム2018の開催にあたるなどしたのち、2019年から駐マダガスカル兼コモロ特命全権大使。2022年10月から国立研究開発法人科学技術振興機構(JST)参事役（国際戦略担当）。

## 同期
- 阿部康次（22年：駐マダガスカル大使（コモロ兼轄）、19年：フランス公使）
- 飯島俊郎（19年：宮内庁式部副長、18年：経済局審議官、16年：総合外交政策局参事官）
- 石塚英樹（23年：ジョージア大使）
- 伊澤修（25年:北大西洋条約機構（NATO）日本政府代表部大使 22年：セネガル大使）
- 植野篤志（22年：カンボジア大使、20年：国際協力局長）
- 岡野正敬（25年:国家安全保障局長 23年：外務事務次官、22年：内閣官房副長官補、21年：総合外交政策局長、19年：国際法局長）
- 小和田雅子（皇后雅子）（19年：立后、93年：皇太子妃冊立）
- 紀谷昌彦（22年：ASEAN大使、19年：シドニー総領事、17年：政策立案参事官、15年：南スーダン大使）
- 志野光子（24年：ドイツ大使、22年：国際連合日本政府代表部特命全権大使、21年：儀典長）
- 柴田裕憲（23年：エチオピア大使、20年国際協力機構理事）
- 高橋克彦（24年:政府代表・特命全権大使（国際経済・貿易担当ほか） 21年：マレーシア大使、19年：中東アフリカ局長）
- 塚田玉樹（23年：イラン大使、20年：米国特命全権公使、19年：地球規模課題審議官）
- 津川貴久（23年：農畜産業振興機構理事、20年：ベナン大使）
- 中川弘一（22年：在コルカタ総領事）
- 中川勉（23年：アフリカ連合代表部大使、21年：出入国在留管理庁審議官、18年：デトロイト総領事）
- 中田昌宏（22年：スイス公使）
- 中村和人（24年:キューバ大使 22年：ニカラグア大使）
- 中村耕一郎（24年：エストニア大使、21年：内閣情報調査室内閣衛星情報センター分析部長、18年：ウラジオストク総領事）
- 早川修（24年：ドミニカ共和国大使、22年：立命館アジア太平洋大学教授）
- 松浦博司（24年：ケニア大使、20年：イギリス公使）
- 松田弥生（05年：弁護士）
- 丸山浩平（22年：在バンクーバー総領事、19年在釜山総領事）
- 本清耕造（24年：メキシコ大使、21年：在ジュネーブ国際機関日本政府代表部次席常駐代表、20年：軍縮不拡散・科学部長）
- 山内弘志（22年：アルゼンチン大使、21年：国際情報統括官）

## 訳書
- ジャック・エルマン『社会学の言語』（原山哲と共訳）白水社 1993年